# Anlaufbach
Der Anlaufbach (auch die Anlauf) ist ein rechter Nebenbach der Gasteiner Ache in der Gemeinde Bad Gastein im österreichischen Bundesland Salzburg.

## Geografie
Der Anlaufbach entspringt auf einer Höhe von 2251 m ü. A. am Südhang der Tischlerspitze. Er weist eine Gesamtlänge von 10,6 km auf. Sein Einzugsgebiet ist 42,4 km² groß. Der Bach fließt zunächst über weite Strecken durch den Nationalpark Hohe Tauern. Er nimmt rechts den Leinkarbach mit einem Einzugsgebiet von 1,3 km², links den Tauernalpenbach mit einem Einzugsgebiet von ebenfalls 1,3 km² und links den Höhkarbach mit einem Einzugsgebiet von 11,8 km² auf. Er erreicht das Landschaftsschutzgebiet Gasteiner-Tal und verläuft neben der an seinem linken Ufer gelegenen Rotte Anlauftal. Als kleine Nebenbäche folgen links der Abfalltalgraben, links der Kniebeißgraben und rechts der Stuhlalpsbach Süd. Die Anlaufbachbrücke mit der Gasteiner Straße (B167) – und über diese die Fernradwege Ciclovia Alpe Adria und EuroVelo 7 – quert den unteren Bachabschnitt. Im Dorf Böckstein schließlich mündet der Anlaufbach auf einer Höhe von 1107 m ü. A. rechtsseitig in die Gasteiner Ache, deren Oberlauf bis zur Einmündung auch als Naßfelder Ache bezeichnet wird.

## Geschichte
Das Tal des Anlaufbachs hieß bis ins 16. Jahrhundert ze Radeck. Der spätere Name, anfangs als beim Anlauf und zw Anlauf, kommt vielleicht vom „Anlaufen“ von aufgescheuchten Gämsen in Netzen bei der Jagd.
Nach anhaltenden Regenfällen am 29. und 30. August 1814 überflutete der Anlaufbach mehrere Bauernhöfe und vernichtete die Ernte. Von der Katastrophe sollen mehrere hundert Menschen betroffen gewesen sein. Im September 1903 spülte der Bach kleine Felsen auf Felder bei Böckstein und richtete auf diesen schwere Vermurungen an. Zur Schadensbehebung wurden 120 Pioniere in den Ort gesandt. Böckstein wurde erneut am 26. und 27. Mai 1914 von Überschwemmungen des Anlaufbachs heimgesucht. Mehrere Gebäude standen unter Wasser und die meisten Häuser wurden geräumt. Außerdem wurde die Brücke über den Anlaufbach abgerissen, um den Ort zu schützen. Bei einem Hochwasser am 1. August 1930 unterwusch der Bach eine Uferböschung und beschädigte eine Uferpromenade. Am 2. August 1937 wurde nach starken Regenfällen das schwerste Hochwasser seit 1903 verzeichnet. Bei einem Hochwasser im Oktober 1953 stürzte ein Zimmerer aus Felding, der bei der Wildbachverbauung eingesetzt worden war, in den Anlaufbach und ertrank in den Fluten. Am oberen Bachabschnitt kam es am 30. Juli 2016 wegen einem Gewitter zu Hangrutschungen, zur Entwurzelung von Bäumen und zur Zerstörung von Straßen durch die Wassermassen.

## Umwelt und Wirtschaft
Am Bach wächst Zypressen-Wolfsmilch (Euphorbia cyparissias). Dem Wasserkraftwerk in Remsach wird Wasser vom Anlaufbach zugeleitet.